# Джетли, Арун
Арун Джетли (англ. Arun Jaitley, хинди अरुण जेटली; 28 декабря 1952 — 24 августа 2019) — индийский политический деятель, министр финансов, корпоративных вопросов и информации в правительстве Нарендры Моди, один из лидеров БДП. Министр обороны Индии в 2014 и 2017 году.

## Ранняя биография
Арун Джетли родился в Дели, в панджабской брахманской семье. Он получил начальное образование в иезуитской школе, в 1977 году окончил юридический факультет Делийского университета. В годы учёбы в университете Джетли стал членом индусской националистической организации Акхил Бхаратия Видьяртхи Паришад (Всеиндийский совет студентов), связанной с РСС. В 1974 году был избран президентом студенческого союза университета. Участвовал в антиправительственном движении Джаяпракаша Нараяна, в период чрезвычайного положения (1975—1977 гг.) был арестован, провёл в тюрьме 19 месяцев. После освобождения из тюрьмы вступил в партию Бхаратия джана сангх.

## Политическая деятельность
В 1980 году Арун Джетли возглавил молодёжное крыло новообразованной партии БДП. С 1991 года он вошёл в состав Национального исполнительного комитета партии. В правительстве А. Б. Ваджпаи Джетли занимал должности министра торговли и промышленности и министра юстиции. В 2002 году он был избран генеральным секретарём БДП. После поражения партии на выборах в 2004 году Джетли стал лидером оппозиции в верхней палате индийского парламента. В правительстве Нарендры Моди Арун Джетли стал министром финансов и министром обороны (занимал пост в мае-ноябре 2014 года). Отказался от перевыборов из-за проблем со здоровьем.
Страдал диабетом, в 2014 году ему была сделана бариатрическая операция. В 2018 году перенес пересадку почки, в январе того года отправился в США для получения медицинской помощи.
24 августа 2019 года Всеиндийский институт медицинских наук сообщил о смерти политика.

## Семья
Женат, имел сына и дочь.